# Tricholochmaea spiraeophila
Tricholochmaea spiraeophila là một loài bọ cánh cứng trong họ Chrysomelidae. Loài này được Hatch & Beller miêu tả khoa học năm 1932.